# 首爾之春
是一部2023年上映的韓國劇情片，亦是韓國電影史上首部根據雙十二政變事件改編的影片，由《阿修羅》導演金性洙執導，黃晸珉、鄭雨盛、李聖旻、朴海俊、金成均主演，2023年11月22日在韓國上映。
该片上映12日后突破460万观影人次的损益平衡点，成为韩国2023年第7部获得该成绩的本土电影；上映第33日累计票房突破1000万观影人次，成为韩国2023年的第二部千万票房电影，也是韩国自2020年新冠疫情后除《犯罪都市》系列外的第一部千万票房电影；上映第34日累计观影人次超过1069万，正式问鼎韩国2023年年度票房冠军。
韩国电影振兴委员会选择该片代表韩国角逐第97届奧斯卡金像奖最佳国际影片奖。

## 剧情概要
1979年12月12日新军部势力在首都汉城发动的军事叛变，该片讲述为了阻止叛变一触即发的9个小时。影片以10.26总统刺杀事件为开端，根据戒严法陆军参谋总长郑祥镐（李聖旻 饰，原型为鄭昇和）被任命为戒严司令官，保安司令官全斗光（黃晸珉 饰，原型为全斗焕）被任命为联合调查本部长，掌握所有情报的全斗光为了篡夺权力绑架郑祥镐，继而发动12·12军事叛变。
影片在大框架和剧情展开方面根据事实构建，而人物的性格和行动则加入了导演金性洙的想象进行艺术加工，以军事叛变发生后的9个小时里，叛变军内部的谋划过程和对叛变军的镇压过程为重点重组事件。比起事件重演，影片着重描绘人物内心世界的变化，要不要参与叛变、要不要派兵、要不要转向叛军，展现出场人物无休止的苦恼和选择。

## 演員陣容

### 主要人物
- 黃晸珉 飾演 全斗光（原型為全斗煥）[6][13]

为了获得绝对的权力而不择手段的保安司令官，新军部的核心人物。全斗光兼任朴正熙遇刺案联合调查本部长后，为了篡夺权力动员军队内部的私人组织于1979年12月12日发动军事政变。
- 鄭雨盛 飾演 李泰臣（原型為張泰琓）[6][14]

信念坚定的首都警备司令官，出身與全等人不同的甲種軍官體系，与叛乱军针锋相对，尽忠职守保卫国家。
- 李星民 飾演 鄭祥鎬（原型為鄭昇和）[6][16]

陆军参谋总长兼戒嚴司令官，被保安司令官全斗光绑架并强行带走继而成为军事政变的导火索。郑祥镐早早察觉到全斗光动员军队内的私人组织以团结势力，为了应对该情况，他将李泰臣任命为首都警备司令官。
- 朴海俊 飾演 盧泰健（原型為盧泰愚）[6][17]

第9师长，全斗光的朋友、叛乱军的二号人物及政变的主导者之一。虽看起来优柔寡断并被全斗光牵着鼻子走，但实际是卢泰健不想冒险，他对权力的野心不亚于任何人。
- 金成均 飾演 金准燁（原型為金晋基)[6][18]

陆军本部宪兵监，与李泰臣一起负责守卫首都圈的将军之一，怀着强烈的信念与叛乱军对抗到底。

### 总统及内阁閣員
- 鄭東煥 飾演 崔韓圭（原型為崔圭夏）[19]

代理总统。
- 金義聖 飾演 吳國相（原型為盧載鉉）[19]

国防部长。
- 徐光宰 飾演 國務總理（原型為申鉉碻)

### 镇压军
- 俞成柱 飾演 閔昇培（原型為尹誠敏）

陆军参谋次长。
- 朴元相 飾演 高載榮（原型為李建榮）

第3野战军司令官。
- 南允浩 飾演 姜东灿（原型為朴東遠）

首都警备司令部作战参谋。
- 李基勋 飾演 朴基泰（原型為金基擇）

首都警备司令部参谋长。
- 宋永根 飾演 俞熙钟

首都警备司令部野战砲兵团长。（原型為具明會）
- 崔志浩 飾演 赵志浩

首都警备司令部人事参谋。
- 郑泰诚 飾演 千泰诚

首都警备司令部军需参谋。
- 金承焕 飾演 高承焕

首都警备司令部情报参谋。
- 郑亨锡 飾演 朴基鸿（原型為尹興基）

第8空降特战旅长。
- 金正八 飾演 徐正坪
- 黄炳国 飾演 黄炳根
- 崔民 飾演 吴奎珉

陆军总部管理参谋部长。
- 吴铉锡 飾演 安宗焕

陆军总部军需参谋部长。
- 郭振硕 飾演 李容洙

国务总理公馆宪兵特别警卫队长。
- 韓圭源 飾演 孙奎元

国务总理公馆宪兵特别警卫队上尉。
- 金范秀 飾演 趙民範（原型為鄭善燁）

与宪兵监金俊烨一起留守陆军总部的宪兵队士兵，遭侵入的叛乱军射击身亡。
- 安成奉 飾演 高银泰

陆军参谋总长秘书。
- 朴正学 飾演 牟相敦（原型為朴熹模）[20]

第30步兵师长。
- 朴正杓 飾演 幸州大橋哨所长
- 刘尚宰 飾演 朴世雄

第26步兵师長。

### 叛乱军
- 安內相 飾演 韓榮久（原型為黃永時）[19]

第1军长。
- 廉東憲 飾演 裴松鶴（原型為俞學聖）

国防部军需次官。
- 全镇基 飾演 玄治成（原型為車圭憲）

首都军長。
- 崔秉默 飾演 都熙哲（原型為朴熙道）[21]

第2空降特战旅长。
- 金盛吳 飾演 金昌世（原型為崔世昌）

第4空降特战旅长。
- 安世浩 飾演 張民基（原型為張世東）[22]

首都警备司令部第30警备团长，他是军队内部私人组织的一员，不服从首都警备司令官李泰臣的命令，而是站在新军部势力一边。30警备团作為新军部势力的指挥部運作，也是主要人物聚集的重要场所。
- 洪书俊 飾演 河昌守（原型為許三守）

国军保安司令部人事处长。
- 朴勋 飾演 文日平（原型為许和平）

国军保安司令官秘书室长。
- 李載允 飾演 林鹤柱（原型為李鶴捧）

国军保安司令部搜查課长。
- 权赫 飾演 趙宇澤（原型為白雲澤）

第71防卫师长。
- 孔在民 飾演 金炳俊（原型為朴俊炳）

第20步兵师长。
- 韩昌铉 飾演 卓宰梧（原型為張基梧）

第6空降特战旅长。
- 林哲亨 飾演 姜室長（原型為鄭東鎬）[23]

总统警卫室代理室长。
- 玄奉植 飾演 周完勇

叛乱军军官。
- 朴民二 飾演 陳永道（原型為金振永）

首都警备司令部第33警备团长。
- 崔元庆 飾演 元慶（原型為趙洪）

首都警备司令部宪兵团长。
- 金基茂 飾演 尹佑明（原型為禹慶允）

陆军总部犯罪搜查团长。
- 郭子亨 飾演 李上校[24]

第2空降特战旅参谋长。
- 全云钟 飾演 卞少校[25]

第2空降旅军官。
- 車來亨 飾演 許東允（原型為申允熙）

首都警备司令部宪兵团副团长。
- 李承熙 飾演 朴秀鍾（原型為朴琮圭）

第4空降特战旅第15營长。
- 尹大烈 飾演 梁中校

国军保安司令部搜查官。

### 美国方面人物
- 布拉德·柯廷 飾演 貝克漢姆（原型為小约翰·A·威克姆）

韩美联合军司令官。
- 保罗·巴特尔 飾演 美國駐韓大使（原型為來天惠）

### 其他人物
- 车建优 飾演 金東圭（原型為金載圭）

前中央情报部部长。
- 姜吉宇 飾演 薛少校

宣誓效忠壹心会的军官。
- 金玉珠 飾演 全斗光夫人（原型為李顺子）
- 全秀智 飾演 李泰臣夫人[26]
- 禹美花 飾演 吴國相夫人

### 特别出演
- 鄭滿植 飾演 孔洙赫（原型為鄭柄宙）[27]

陆军特战司司令官。
- 李浚赫 飾演 权亨进[27]

陆军参谋总长郑祥镐的警卫军官。
- 丁海寅 飾演 吳鎮浩（原型為金五郎）[28][29]

陆军特战司少校，孔洙赫的秘书室长。在为了制服孔洙赫而突袭的4空降旅攻击下，一直守卫在孔洙赫身边。

## 製作

### 發展
2021年12月，製作公司Hive Media Crop宣佈黃晸珉、鄭雨盛與朴海俊出演由《阿修羅》導演金性洙執導的新片《首爾之春》，該片根據20世紀70年代末動搖大韓民國近現代史的真實事件改編，計劃2022年2月開始拍攝。同日，媒體報導安聖基亦積極考慮參演該片。2022年2月，宣佈李聖旻、金成均加入主演陣容。6月，崔秉默確認正在拍攝該片。同年12月，資深演員廉東憲因病去世，該片為其遺作。2023年8月，安世浩確認參演。

### 拍攝
主体拍摄於2022年2月17日正式開始，同年7月殺青，在韓國釜山廣域市、大田广域市等地取景拍攝。

### 损益平衡点
据媒体报道，该片损益平衡点推算为450-460万观影人次。

## 發行
2022年12月，發行商Plus M娛樂本部長李政世（이정세）接受採訪透露該片計劃於2023年上映。2023年5月參加坎城影展電影銷售市場，海外版海報首次公開。2023年10月16日發布預告海報與預告片，宣佈定於11月22日在韓國上映並介紹各主要角色。
该片自2024年2月7日起通过IPTV、wavve、WATCHA、Apple TV+、Coupang Play等多种平台提供VOD点播服务。

## 反响

### 评价
韩国电影周刊《Cine21》共有6位专业影评人为该片打分，平均得分6.67/10分。在韩国上映首日，反映CGV院线观众满意度的金蛋指数开出98%的高分，韩国门户网站NAVER评分达9.40分，为2023年上映的韩国电影最高分。
韩国报刊《韩国经济新闻》旗下的娱乐媒体Ten Asia将该片票房大卖的原因归为4点，改编自改变韩国现代史的苦涩历史、所有年龄层的平均预售率、导演金成洙出色的调度能力和大众对于历史持续的关心。基于历史事件改编的影片普遍获得观众更多的关注，如讲述1987年6月民主抗争的《1987：黎明到來的那一天》、讲述1980年5·18民主化运动的《我只是個計程車司機》以及讲述1979年10.26事件的《南山的部長們》，足以说明韩国观众对韩国现代史有着极高的关注度。该片主要观众群体为20世纪80年代后出生的人，尤其是在没有经历过原型事件的20-30岁年龄层观众中有着令人惊讶的高预售率，影评人尹成恩认为该段历史在教科书中没有详细说明，因此该片对于没有经历过那个年代的年轻人而言，是一个了解现代史的优秀素材；20-30岁年龄层的观众甚至被认为是该片票房大卖和口碑相传的主要因素，他们发起了心率挑战赛和制作各种meme于网络流传。

### 票房

#### 韩国
在韩国上映首日（11月22日）吸引20万3839人次观众到影院观影，为2023年上映的韩国本土电影中第4高的开画票房，压倒性地夺得单日票房排名榜首。该片在观众之间引起热烈反响，上映仅4日（11月25日）票房便突破100万观影人次，继《犯罪都市3》《神鬼海底撈》《混凝土乌托邦》之后第4部获得该成绩的韩国本土电影。首周末（11月24日至26日）票房超过149万观影人次，夺得当周周末票房冠军且连续5日蝉联单日票房冠军，累计观影人次接近190万，是2023年《犯罪都市3》之后开画周票房成绩最高的影片，亦超过2015年上映的《內部者們》成为韩国影史上11月上映的韩国电影中开画周票房最高的影片。
上映第6日（11月27日）累计观影人次突破200万。上映12日后累计观影人次突破465万名，轻松突破450-460万观影人次的损益平衡点；上映次周周末三日（12月1日至12月3日）票房更是高达170万余人次，高于首周周末149万余人次的票房成绩，在12月2日以70万917名观影人次创下该片的单日最高票房纪录。上映第三周周末（12月8日至12月10日）以超过150万观影人次的票房成绩连续三周蝉联周末票房冠军，累计观影人次于12月11日超过700万，年度票房排名暂列第三。12月12日累计观影人次突破736万，超过美国动画电影《元素方城市》，位列2023年韩国年度票房榜第二位，同时也超过2022年上映的《闲山：龙的出现》，成为2020年新冠疫情爆发后票房成绩第三高的韩国本土电影。
《首尔之春》自上映后连续27日蝉联单日票房冠军，创下2023年上映韩国电影的最长冠军纪录；第四周周末（12月15日至17日）观影人次120余万名，为韩国影史上最高的第四周周末票房记录，累计观影人次于12月18日突破900万。上映33日后于12月24日累计票房突破1000万观影人次，成为韩国2023年的第二部千万票房电影，该片亦是郑雨盛自1994年出道后近30年间的首部千万票房电影。
《首尔之春》的累计票房销售额于2024年1月3日突破1186.62亿韩元，超过《与神同行：罪与罚》和《國際市場》位列韩国影史第4位。上映65天后累计观影人次突破1300万，超过《7號房的禮物》《夺宝联盟》位列韩国影史第9位。

#### 北美
该片在北美上映四周后累计票房突破100万美元，超过《犯罪都市3》成为2023年北美市场最卖座的韩国电影，也是2022年上映的《犯罪都市2》之后韩国电影时隔一年在北美市场再次获得超过百万美元的票房成绩。
| 上一届： 《玩具熊的五夜后宫》 | 2023年韓國週末票房冠軍 第47-50週 | 下一届： 《露梁：死亡之海》 |

## 影响
共同民主党主要党员之一、韩国国会议员金民錫於2024年9月20日的国会会议上，引用这部电影，提出了“首尔之春4法”（韓語：서울의 봄 4법），希望修法以保障国会议员权利，避免戒严被滥用。然而同年12月，戒严仍然发生。

## 奖项荣誉
| 年份 | 颁奖礼                     | 奖项                | 入围者                         | 结果 | 参考          |
| ---- | -------------------------- | ------------------- | ------------------------------ | ---- | ------------- |
| 2024 | 第17屆亞洲電影大獎         | 最佳電影            | 《首爾之春》                   | 提名 | [ 67 ]        |
| 2024 | 第17屆亞洲電影大獎         | 最佳導演            | 金性洙                         | 提名 | [ 67 ]        |
| 2024 | 第17屆亞洲電影大獎         | 最佳男主角          | 黃晸珉                         | 提名 | [ 67 ]        |
| 2024 | 第17屆亞洲電影大獎         | 最佳男配角          | 朴勳                           | 獲獎 | [ 67 ]        |
| 2024 | 第17屆亞洲電影大獎         | 最佳剪接            | 金尚范                         | 獲獎 | [ 67 ]        |
| 2024 | 第17屆亞洲電影大獎         | 最佳摄影            | 李模介                         | 提名 | [ 67 ]        |
| 2024 | 第22届导演选择奖           | 电影部门 最佳导演   | 金性洙                         | 獲獎 | [ 69 ]        |
| 2024 | 第22届导演选择奖           | 电影部门 最佳剧本   | 洪仁杓、洪元灿、李荣钟、金性洙 | 獲獎 | [ 69 ]        |
| 2024 | 第22届导演选择奖           | 电影部门 最佳男演员 | 鄭雨盛                         | 提名 | [ 69 ]        |
| 2024 | 第22届导演选择奖           | 电影部门 最佳男演员 | 黃晸珉                         | 提名 | [ 69 ]        |
| 2024 | 第22届导演选择奖           | 电影部门 新男演员奖 | 金義聖                         | 提名 | [ 69 ]        |
| 2024 | 第60届百想艺术大奖         | 电影部门 大賞       | 金性洙                         | 獲獎 | [ 70 ] [ 71 ] |
| 2024 | 第60届百想艺术大奖         | 电影部门 最佳影片   | 《首爾之春》                   | 獲獎 | [ 70 ] [ 71 ] |
| 2024 | 第60届百想艺术大奖         | 电影部门 最佳导演   | 金性洙                         | 提名 | [ 70 ] [ 71 ] |
| 2024 | 第60届百想艺术大奖         | 电影部门 最佳编剧   | 洪仁杓、洪元灿、李荣钟、金性洙 | 提名 | [ 70 ] [ 71 ] |
| 2024 | 第60届百想艺术大奖         | 电影部门 最佳男主角 | 郑雨盛                         | 提名 | [ 70 ] [ 71 ] |
| 2024 | 第60届百想艺术大奖         | 电影部门 最佳男主角 | 黃晸珉                         | 獲獎 | [ 70 ] [ 71 ] |
| 2024 | 第60届百想艺术大奖         | 电影部门 艺术奖     | 李模介（摄影）                 | 提名 | [ 70 ] [ 71 ] |
| 2024 | 第60届百想艺术大奖         | 电影部门 艺术奖     | 黄骁均（特殊化妆）             | 提名 | [ 70 ] [ 71 ] |
| 2024 | 第33屆釜日電影獎           | 最佳電影            | 《首爾之春》                   | 提名 |               |
| 2024 | 第33屆釜日電影獎           | 最佳導演            | 金性洙                         | 獲獎 |               |
| 2024 | 第33屆釜日電影獎           | 最佳劇本            | 洪仁杓、洪元燦、李榮鍾、金性洙 | 提名 |               |
| 2024 | 第33屆釜日電影獎           | 最佳男主角          | 黃晸珉                         | 提名 |               |
| 2024 | 第33屆釜日電影獎           | 最佳男主角          | 鄭雨盛                         | 獲獎 |               |
| 2024 | 第33屆釜日電影獎           | 最佳攝影            | 李模介                         | 提名 |               |
| 2024 | 第33屆釜日電影獎           | 最佳配樂            | 李宰鎮                         | 提名 |               |
| 2024 | 第33屆釜日電影獎           | 最佳美術／技術      | 張槿英（美術）                 | 提名 |               |
| 2024 | 第33屆釜日電影獎           | 年度明星獎          | 李浚赫                         | 獲獎 |               |
| 2024 | 第44届韩国电影评论家协会奖 | 最佳导演            | 金性洙                         | 獲獎 |               |
| 2024 | 第44届韩国电影评论家协会奖 | 十佳电影            | 《首爾之春》                   | 獲獎 |               |
| 2024 | 第45屆青龍電影獎           | 最佳影片            | 《首爾之春》                   | 獲獎 |               |
| 2024 | 第45屆青龍電影獎           | 最佳導演            | 金性洙                         | 提名 |               |
| 2024 | 第45屆青龍電影獎           | 最佳劇本            | 洪仁杓、洪元燦、李榮鍾、金性洙 | 提名 |               |
| 2024 | 第45屆青龍電影獎           | 最佳男主角          | 黃晸珉                         | 獲獎 |               |
| 2024 | 第45屆青龍電影獎           | 最佳男主角          | 鄭雨盛                         | 提名 |               |
| 2024 | 第45屆青龍電影獎           | 最佳男配角          | 朴海俊                         | 提名 |               |
| 2024 | 第45屆青龍電影獎           | 最佳攝影照明        | 李模介、李成煥                 | 提名 |               |
| 2024 | 第45屆青龍電影獎           | 最佳美術            | 張根英、殷熙尚                 | 提名 |               |
| 2024 | 第45屆青龍電影獎           | 最佳剪輯            | 金尚范                         | 獲獎 |               |
| 2024 | 第45屆青龍電影獎           | 最佳技術            | 鄭道安、趙敬奎（特效）         | 提名 |               |
| 2024 | 第25届釜山电影评论家协会奖 | 评审团特别奖        | 金性洙                         | 獲獎 | [ 72 ]        |
| 2024 | 第11届韩国电影制作人协会奖 | 最佳电影            | 《首爾之春》                   | 獲獎 |               |
| 2024 | 第11届韩国电影制作人协会奖 | 最佳导演            | 金性洙                         | 獲獎 |               |
| 2024 | 第11届韩国电影制作人协会奖 | 最佳摄影            | 李模介                         | 獲獎 |               |
| 2024 | 第11届韩国电影制作人协会奖 | 最佳照明            | 李成焕                         | 獲獎 |               |
| 2024 | 第11届韩国电影制作人协会奖 | 最佳配乐            | 李宰镇                         | 獲獎 |               |

## 外部連結
- NAVER上《首爾之春》的资料
- 韩国电影数据库（KMDb）上《首爾之春》的資料
- 豆瓣电影上《首爾之春》的資料 （简体中文）
- 互联网电影数据库（IMDb）上《首爾之春》的资料（英文）
- 《首爾之春》在HanCinema的页面（英文）
- Box Office Mojo上《首爾之春》的资料（英文）
- 納木維基上漢城之春的資料